# Belgique au Concours Eurovision de la chanson 1992
La Belgique a participé au Concours Eurovision de la chanson 1992 le 9 mai à Malmö, en Suède. C'est la 37e participation belge au Concours Eurovision de la chanson.
Le pays est représenté par la chanteuse Morgane et la chanson Nous, on veut des violons, sélectionnées par la RTBF au moyen d'une finale nationale.

## Sélection

### Concours Eurovision de la chanson - Finale nationale
Le radiodiffuseur belge pour les émissions francophones, la Radio-télévision belge de la Communauté française (RTBF), organise une finale nationale intitulée Concours Eurovision de la chanson - Finale nationale 1992 pour sélectionner l'artiste et la chanson représentant la Belgique au Concours Eurovision de la chanson 1992.

#### Finale
La finale belge, présentée par Thierry Luthers, a lieu le 8 mars 1992 aux studios de la RTBF à Bruxelles.
Dix artistes et leurs chansons respectives ont participé à la sélection. Les chansons sont toutes interprétées en français, l'une des trois langues officielles de la Belgique. 
| Ordre | Artiste                      | Chanson                          | Points | Place |
| ----- | ---------------------------- | -------------------------------- | ------ | ----- |
| 1     | Carole                       | Au tour du monde                 | 27     | 6     |
| 2     | Anne Coster                  | Elie                             | 44     | 4     |
| 3     | Jean-Louis Constant Daulne   | Swinguez-vous la vie             | 47     | 3     |
| 4     | Les Malheurs de Sophie       | Les Petites Filles de Bouddha    | 24     | 8     |
| 5     | Maïra                        | Coup de soleil                   | 49     | 2     |
| 6     | Morgane                      | Nous, on veut des violons        | 61     | 1     |
| 7     | Nathalie et Philippe Laumont | Douze étoiles en harmonie        | 44     | 4     |
| 8     | Fabienne Pétrisse            | Mon mec est dans la finance      | 12     | 10    |
| 9     | Siloé                        | Tu es tout au bout de ma chanson | 15     | 9     |
| 10    | Françoise Vidick             | Ne me dis pas que tout s'éteint  | 25     | 7     |

##### Votes du jury
Le vote est effectué par des jurys provinciaux composés du public et un jury professionnel.
| Artiste                      | Chanson                          | Brabant wallon | Hainaut | Liège | Luxembourg | Namur | Jury professionnel | Total |
| ---------------------------- | -------------------------------- | -------------- | ------- | ----- | ---------- | ----- | ------------------ | ----- |
| Carole                       | Au tour du monde                 | 5              | 4       | 5     | 6          | 6     | 1                  | 27    |
| Anne Coster                  | Elie                             | 1              | 10      | 7     | 12         | 7     | 7                  | 44    |
| Jean-Louis Constant Daulne   | Swinguez-vous la vie             | 10             | 7       | 8     | 8          | 4     | 10                 | 47    |
| Les Malheurs de Sophie       | Les Petites Filles de Bouddha    | 6              | 5       | 4     | 2          | 5     | 2                  | 24    |
| Maïra                        | Coup de soleil                   | 7              | 8       | 10    | 4          | 8     | 12                 | 49    |
| Morgane                      | Nous, on veut des violons        | 12             | 12      | 12    | 7          | 12    | 6                  | 61    |
| Nathalie et Philippe Laumont | Douze étoiles en harmonie        | 8              | 2       | 6     | 10         | 10    | 8                  | 44    |
| Fabienne Pétrisse            | Mon mec est dans la finance      | 2              | 3       | 1     | 1          | 1     | 4                  | 12    |
| Siloé                        | Tu es tout au bout de ma chanson | 3              | 1       | 2     | 3          | 3     | 3                  | 15    |
| Françoise Vidick             | Ne me dis pas que tout s'éteint  | 4              | 6       | 3     | 5          | 2     | 5                  | 25    |

Lors de cette sélection, c'est la chanson Nous, on veut des violons, écrite par Anne-Marie Gaspard, composée par Claude Barzotti et interprétée par Morgane de son vrai nom Ingrid Simonis, qui fut choisie, accompagnée de Frank Fiévez comme chef d'orchestre.

## À l'Eurovision

### Points attribués par la Belgique
| 12 points | Royaume-Uni |
| 10 points | Malte       |
| 8 points  | Autriche    |
| 7 points  | Irlande     |
| 6 points  | Allemagne   |
| 5 points  | Suisse      |
| 4 points  | Islande     |
| 3 points  | Norvège     |
| 2 points  | Pays-Bas    |
| 1 point   | Espagne     |

### Points attribués à la Belgique
| 12 points | 10 points | 8 points           | 7 points | 6 points     |
| --------- | --------- | ------------------ | -------- | ------------ |
|           |           |                    |          |              |
| 5 points  | 4 points  | 3 points           | 2 points | 1 point      |
|           | - Turquie | - Espagne - France |          | - Luxembourg |

Morgane interprète Nous, on veut des violons en 2e position lors de la soirée du concours, suivant l'Espagne et précédant Israël.
Au terme du vote final, la Belgique termine 20e sur les 23 pays participants, ayant reçu 11 points au total de la part de quatre pays différents,.